# Aleksandr Timosjinin
Aleksandr Ivanovitj Timosjinin (på russisk: Александр Иванович Тимошинин) (født 20. maj 1948 i Moskva, død 26. november 2021) var en russisk roer og dobbelt olympisk guldvinder.

## Idrætskarriere
Ved OL 1968 i Mexico City stillede Timosjinin op sammen med Anatolij Sass for Sovjetunionen i dobbeltsculler, og de indledte med at vinde deres indledende heat. En tredjeplads i semifinalen var nok til at sikre deltagelse i finalen, og her var det nederlænderne Leendert van Dis og Harry Droog, der førte det meste af vejen, men på de sidste 500 meter overhalede Timosjinin og Sass dem. De holdt føringen til mål og vandt dermed guld, mens nederlænderne fik sølv og amerikanerne Bill Maher og John Nunn fik bronze.
Ved OL 1972 i München roede han sammen med Gennadij Korsjikov, og de vandt deres indledende heat, mens de i semifinalen blev nummer to efter de regerende verdensmestre, danskerne Niels Henry Secher og Jørgen Engelbrecht. I finalen var det nordmændene Frank Hansen og Svein Thøgersen, der var Timosjinin og Korsjikovs hårdeste konkurrenter, men det endte med, at den sovjetiske båd sejrede med mindre end et sekunds forspring til nordmændene, der fik sølv, mens Joachim Böhmer og Uli Schmied sikkert vandt bronze med danskerne et stykke efter på fjerdepladsen.

## Familie
Timosjinin blev gift med udspringeren Natalja Kuznetsova-Lobanova, der også vandt en OL-medalje, og deres søn, Vladimir Timosjinin, deltog som udspringer ved to olympiske lege. Vladimir blev gift med en anden udspringer, Svetlana Timosjinina, og de fik datteren Julija Timosjinina; begge har som Vladimir også deltaget i OL i udspring.

## OL-medaljer
- 1968:  Guld i dobbeltsculler
- 1972:  Guld i dobbeltsculler